# Duccio (cráter)
Duccio es un cráter de impacto de 132 km de diámetro del planeta Mercurio. Debe su nombre al pintor italiano Duccio di Buoninsegna (c. 1255-1318), y su nombre fue aprobado por la  Unión Astronómica Internacional en 2013.